# Melanella micans
Melanella micans är en snäckart som först beskrevs av Carpenter 1865.  Melanella micans ingår i släktet Melanella och familjen Eulimidae. Inga underarter finns listade i Catalogue of Life.